# Plac Wolności w Bydgoszczy
Plac Wolności w Bydgoszczy – plac położony w Bydgoszczy w Śródmieściu, przylegający do ul. Gdańskiej i parku im. Kazimierza Wielkiego.

## Charakterystyka
Plac Wolności stanowi reprezentacyjny salon bydgoskiego Śródmieścia, ubogacony przez neostylowe kamienice, zabytkowy kościół, pomniki i zieleń. Plac pełni funkcje rekreacyjne oraz jest miejscem, na którym odbywają się  uroczystości podczas świąt państwowych z udziałem władz samorządowych i wojska.

## Historia

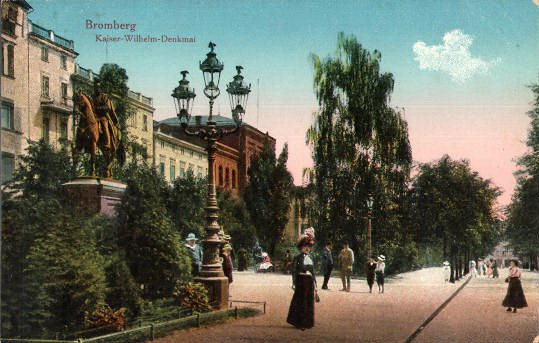
Plac Wolności przed 1914 r.

Teren placu był dawniej częścią XVII-wiecznego ogrodu klasztornego sióstr Klarysek, podobnie jak dzisiejszy park Kazimierza Wielkiego. W 1835 roku bydgoskie Towarzystwo Upiększania Miasta założyło po wschodniej stronie ul. Gdańskiej szkółkę drzew, w której uprawiano okazy przeznaczone do zadrzewiania ulic. W 1854 r. wytyczono pierwszy, jeszcze niezbyt duży plac zwany Placem Armatnim (niem. Kannonenplatz). W 1859 r. plac został powiększony od strony południowej oraz obsadzony zielenią oraz drzewami przez generała majora Helmuta Carla Christiana von Weltzien, który sfinansował całe przedsięwzięcie. W 1860 r. plac został nazwany jego imieniem (niem. Weltzienplatz). Szkółka drzew na placu funkcjonowała jeszcze przez kilkanaście lat, była jednak stopniowo pomniejszana o wydzielane z niej działki budowlane, na których wzniesiono czynszowe kamienice, gmach szkoły oraz kościół. 
Pierwotnie duży, prostokątny plac przecięty był drogami, które dzieliły go na cztery kwartały.
W 1873 r. południową część placu wydzielono dla budowy kościoła ewangelickiego pw. św. Piotra i Pawła. Z kolei w 1893 r. na środku placu ustawiono pomnik cesarza Wilhelma I na koniu (w 1919 r. przeniesiony do Międzyrzecza). Później w 1904 r. na granicy placu z parkiem Miejskim (obecnie parkiem im. Kazimierza Wielkiego) powstała monumentalna fontanna-rzeźba Potop. Przez 40 lat była najatrakcyjniejszą rzeźbą miasta i symbolem Śródmieścia Bydgoszczy.
W okresie międzywojennym plac Wolności należał do najbardziej urokliwych i zadbanych miejsc w Bydgoszczy. Ozdabiano go dywanami z kwiatów. W 1938 r. wygląd placu uległ zmianie po przebudowie dokonanej według projektu inż. Stefana Pietrzaka. Teren przylegający do ul. Gdańskiej przekształcono na parking, a dalsza część uzyskała formę zieleńca  łączącego się z parkiem im. Kazimierza Wielkiego. 
W 1945 r. na środku placu stanął pomnik Wolności według projektu arch. Jana Kossowskiego ku czci żołnierzy radzieckich i polskich – wyzwolicieli miasta z hitlerowskiej okupacji. Monument przetrwał do czasów dzisiejszych, gdyż nie zrealizowano planów budowy okazałego pomnika Armii Czerwonej w miejscu kościoła św. Piotra i Pawła, bądź też na placu Teatralnym. Pomnik przebudowano w 1991 r. umieszczając tablicę o treści: „Civitas Bydgostiensis Libera”, a w 1995 r. brązową płaskorzeźbę (proj. Aleksander Dętkoś). Monument upamiętnia walkę Polaków o niepodległość oraz powrót Bydgoszczy do Polski 20 stycznia 1920 r.
17 czerwca 1984 członkowie opozycji solidarnościowej w ramach agitacji za bojkotem wyborów wypuścili na plac Wolności świnię, która miała na boku wypisane "Idę do wyborów". Gonione przez ZOMO zwierzę uciekło na ul. Śniadeckich i dopiero tam zostało skrępowane siatką.
Na placu planowana jest budowa podziemnego zbiornika retencyjnego, w tym celu w 2020 przygotowano zmianę planu zagospodarowania przestrzennego placu, przewidującą m.in. usunięcie miejsc parkingowych wzdłuż ulicy Gdańskiej oraz postoju taksówek sprzed budynku liceum. Zmiany proponowane przez Miejską Pracownię Urbanistyczną zmierzają w znacznej mierze do przywrócenia placowi XIX-wiecznego kształtu, w dużej mierze nawiązują do historycznego wyglądu tego miejsca i przewidują m.in. zwiększenie ilości zieleni oraz przesunięcie pomnika. 

## Zabudowa
Plac Wolności od strony północnej otacza pierzeja wielkomiejskich kamienic, od południa zabytkowy neoromański kościół oraz najstarszy miejski park. Natomiast od zachodu graniczy z reprezentacyjną ulicą Gdańską. Od 2004 r. trwały prace przygotowawcze, które miały doprowadzić do odtworzenia fontanny Potop w historycznym kształcie, co nastąpiło w 2014. W latach 2009–2010 dokonano rewitalizacji placu poprzez wymianę nawierzchni alejek oraz konserwację zieleni. 

### Ważniejsze obiekty
| Obiekt                                    | Lata budowy | Styl arch.          | Nr rej. zab.         | Uwagi | Zdjęcie |
| Kościół Świętych Apostołów Piotra i Pawła | 1872–1878   | eklektyzm, neogotyk | A/62 z 5.10.1971     | Wzniesiony według projektu berlińskiego architekta Friedricha Adlera. W latach 1878–1945 zbór ewangelicko-unijny; w 1945 r. przekazany do użytku katolikom; od 1946 r. jest kościołem parafialnym; W ołtarzu głównym znajduje się obraz Niepokalane Poczęcie NMP (1850), autorstwa Maksymiliana Piotrowskiego, pochodzący z dawnego kościoła pojezuickiego. |         |
| Kamienica Plac Wolności 1                 | 1896–1898   | eklektyzm, neobarok | A/243 z 20.10.1990   | Jedno z najlepiej ocenianych dzieł Józefa Święcickiego, ikona architektury Bydgoszczy przełomu wieków. Budynek słynie z bogatego wystroju elewacji oraz wyszukanych form architektonicznych. Naroże stanowi wieża zwieńczona baniastym hełmem. |         |
| Kamienica Plac Wolności 3                 | 1905        | historyzm, secesja  | A/257/1 z 6.05.1991  | Kamienica wzniesiona według projektu architekta Fritza Weidnera, o wystroju secesyjnym. W budynku przez 50 lat żył i pracował grafik i malarz Andrzej Nowacki (urodzony w Wilnie, zmarł w 1996 roku). Fakt ten upamiętnia znajdująca się na wysokości I piętra rzeźba Piotra Wagnera, przedstawiająca realistyczne, podarte dżinsy, co jest nawiązaniem do słynnego cyklu artysty „Udżinsowieni”. Dekoracyjność budynku podkreśla szereg pięknych detali (np. maski kobiece i wizerunki sowy) oraz kute balustrady balkonów. W 2020 przeprowadzono remont charakterystycznej, zielonej elewacji. |         |
| Kamienica Plac Wolności 5                 | 1880–1890   | eklektyzm           | A/278/1 z 1.10.1991  | Kamienica o wystroju eklektycznym. |         |
| Kamienica Plac Wolności 7                 | 1939        | modernizm           |                      | Kamienica wzniesiona według projektu bydgoskiego architekta Jana Kossowskiego. Jest przykładem polskiego modernizmu z okresu międzywojennego. Pierwszym właścicielem budynku był projektant wnętrz i mebli Jakub Hechliński, m.in. autor wystroju kamienicy Carla Meinhardta. Elewacja obłożona jest białym kieleckim piaskowcem (jedyna kamienica w Bydgoszczy obłożona kamieniem), a przeszklony parter z filarami obłożonymi kolorowym stiukiem przeznaczony był pierwotnie dla potrzeb salonu samochodowego Chevroleta. W okresie PRL (do poł. l. 80.) w miejscu po salonie mieściła się kawiarnia "Magnolia" z muzyką na żywo (pianino), a następnie kwiaciarnia. Urodził się tu ks. Wacław Gieburowski, dyrygent Poznańskiego Chóru Katedralnego. Od chwili oddania do użytku budynek nie przechodził istotnych zmian, w związku z czym zachowało się dużo detali, oryginalna stolarka okienna i luksfery na klatce schodowej. We wnętrzach zachowało się sporo stylowych elementów, np. klamki w estetyce art déco. Obiekt znajduje się w gminnej ewidencji zabytków. |         |
| I Liceum Ogólnokształcące                 | 1876–1877   | klasycyzm           | A/264/1 z 28.05.1991 | Gmach szkolny zbudowany na siedzibę Niemieckiego Królewskiego Gimnazjum według projektu R. Oueissnera. W latach 1904–1905 przedłużono boczne skrzydło. W 1920 roku szkołę przekształcono na Państwowe Liceum Klasyczne, w 1938 roku na Państwowe Liceum i Gimnazjum, a po II wojnie światowej w I Liceum Ogólnokształcące w Bydgoszczy. Budynek w kształcie litery „L”, dwupiętrowy, zryzalitowany, mieszczący reprezentacyjne sale. Znajdująca się na zapleczu sala gimnastyczna z l. 60. XX w. w 2017 została wyburzona, a w jej miejsce kosztem blisko 11 mln zł od 2018 do lutego 2020 powstała nowa hala sportowa z boiskiem o powierzchni ok. 700 m kw. i trybuną na ponad 120 widzów, oddana do użytku 11 marca 2020; pierwotnie zakładano oddanie jej do użytku jesienią 2019. W 2021 oddano do użytku boisko z bezpieczną nawierzchnią. |         |
| pomnik Wolności                           | 1945        | funkcjonalizm       |                      | Pomnik ku czci poległych żołnierzy radzieckich i polskich w czasie walk o wyzwolenie miasta w styczniu 1945 r., oraz upamiętniający powrót Bydgoszczy do Polski 20 stycznia 1920 r. Wzniesiony według projektu Jana Kossowskiego jako Pomnik Wdzięczności Żołnierzom Armii Czerwonej. Był w zamierzeniu obiektem tymczasowym, do czasu budowy godniejszego obiektu, do czego jednak nie doszło. W 1990 r. przemianowano go na Pomnik Wolności |         |
| Fontanna Potop                            | 1904        | klasycyzm           |                      | Jedna z najoryginalniejszych rzeźb w kraju, ozdoba Bydgoszczy w okresie międzywojennym. Powstała w 1904 r., jej autorem był berliński rzeźbiarz Ferdinand Lepcke, również autor bydgoskiej Łuczniczki. Trzyelementowa rzeźba przedstawiała ludzi i zwierzęta próbujące ratować się z biblijnego potopu. Oblewana była wodą z tryskającej fontanny, a jej wysokość dochodziła do 6 m. W 1943 r. hitlerowcy przetopili ją na cele wojenne. W l. 2009-2014cząwszy od 2004 r. rzeźba jest rekonstruowana. |         |

W bezpośrednim sąsiedztwie placu, przy ul. Gimnazjalnej 2a, znajduje się neoklasycystyczna, trzykondygnacyjna kamienica wybudowana przed 1868 rokiem. Przed II wojną światową znajdowała się tu prywatna klinika dla osób nerwowo chorych, w czasie wojny szpital, natomiast za PRL - poradnia chorób płucnych z pracownią RTG. W 2012 większa część obiektu (oznaczona nr 2) z l. 1927-1928, mieszcząca przed wojną lecznicę i mieszkanie dra Jana Króla, została zakupiona przez samorząd woj. kujawsko-pomorskiego i przekazana Kujawsko-Pomorskiemu Funduszowi Pożyczkowemu, po czym przeszła remont. W 2015 Fundusz otworzył tu Regionalny Inkubator Przedsiębiorczości z biurami i salami konferencyjnymi. W 2019 samorząd wykupił resztę budynku (nr 2a), znajdującą się w narożniku posesji.
Elewację budynku zdobi loggia z kolumnami. W oknach zachowały się fragmenty witraży, w sieni – posadzka w stylu art deco, a w salonie stare, przesuwane drzwi. W ogrodzie przy budynku zachowane balustrady i elementy niewielkiej fontanny, złożonej z wodotrysku w kształcie głowy lwa oraz kamiennej misy w formie muszli. Rośnie tu również pomnik przyrody - miłorząb japoński.

## Galeria

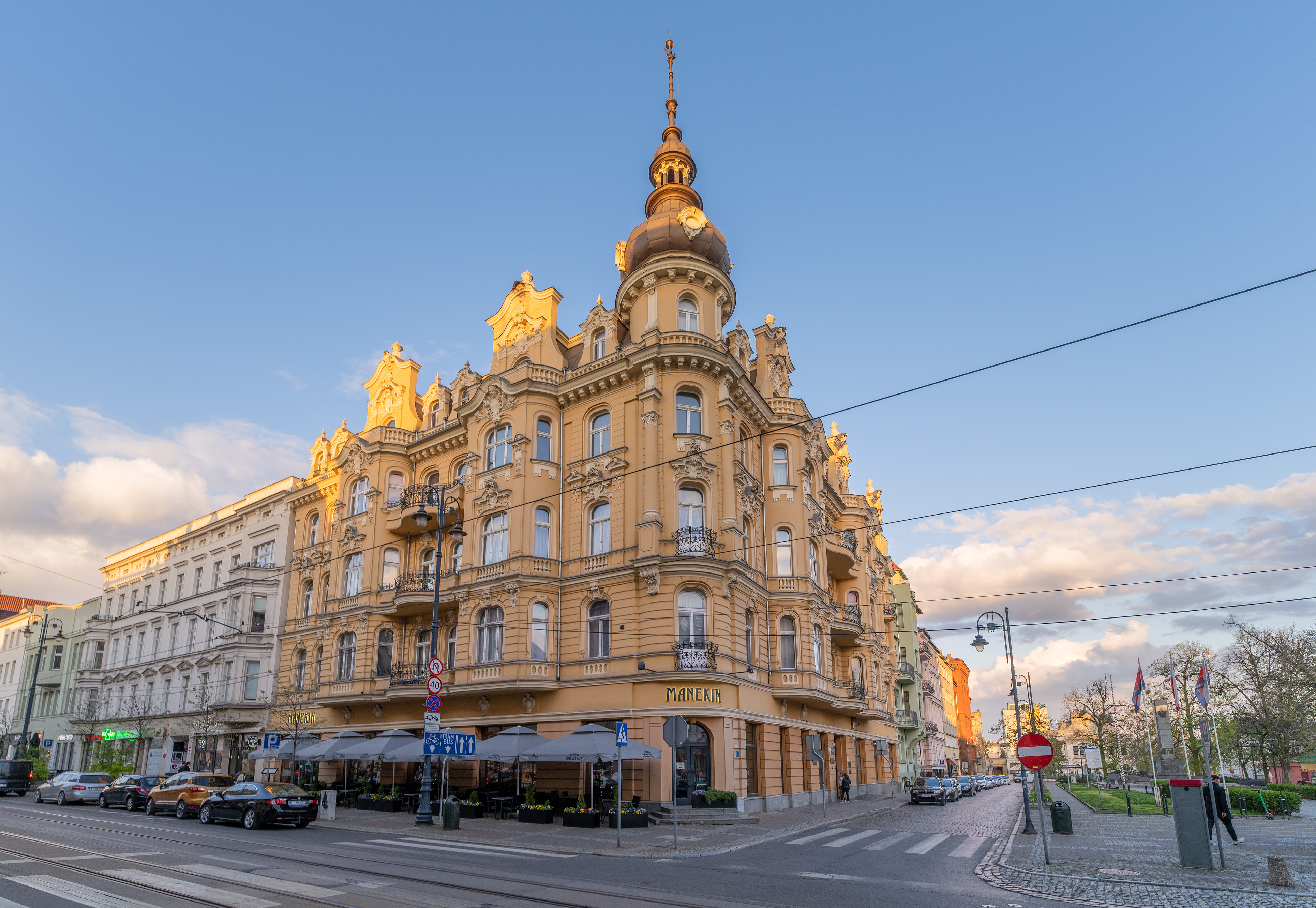
Kamienica Święcickiego
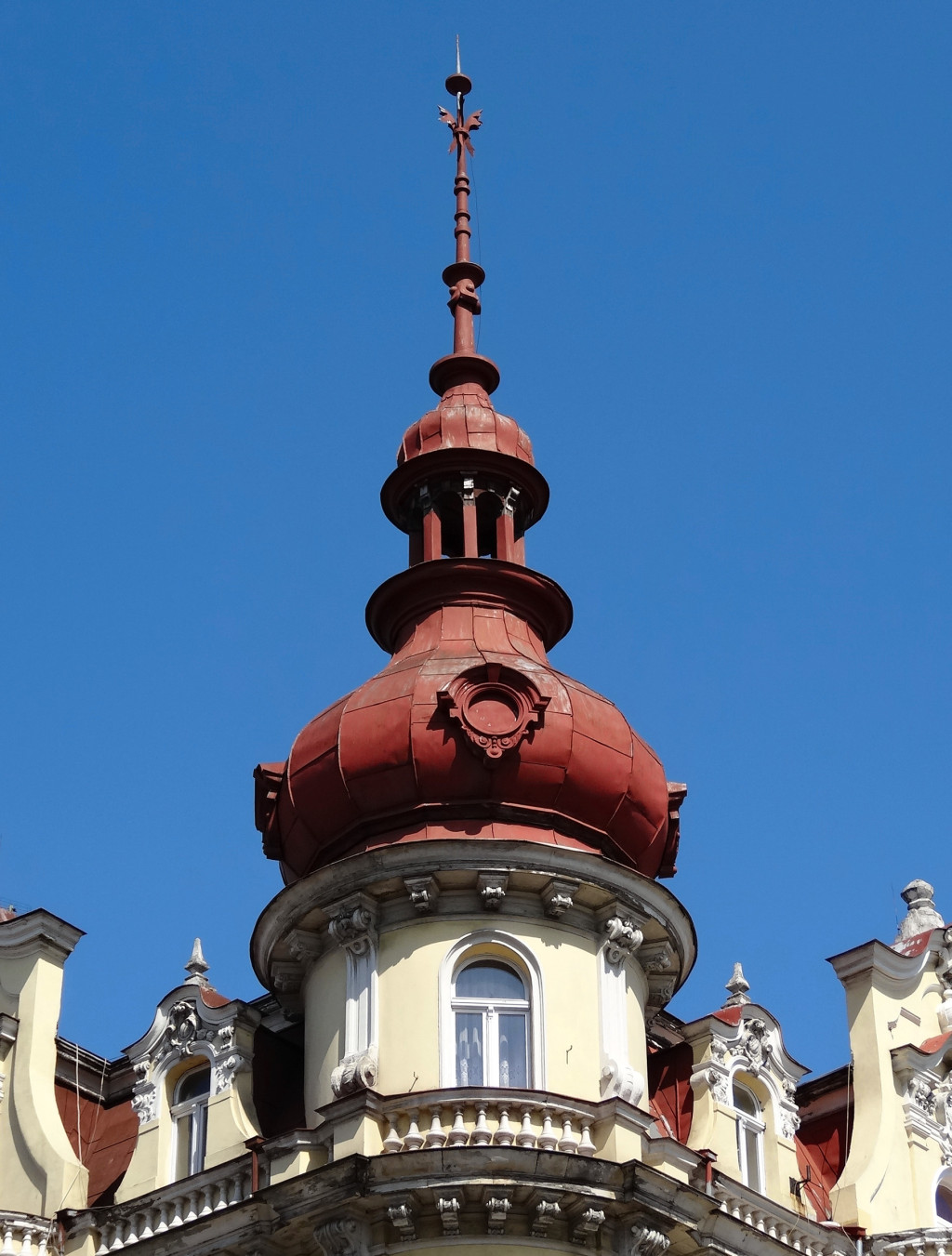
Wieża
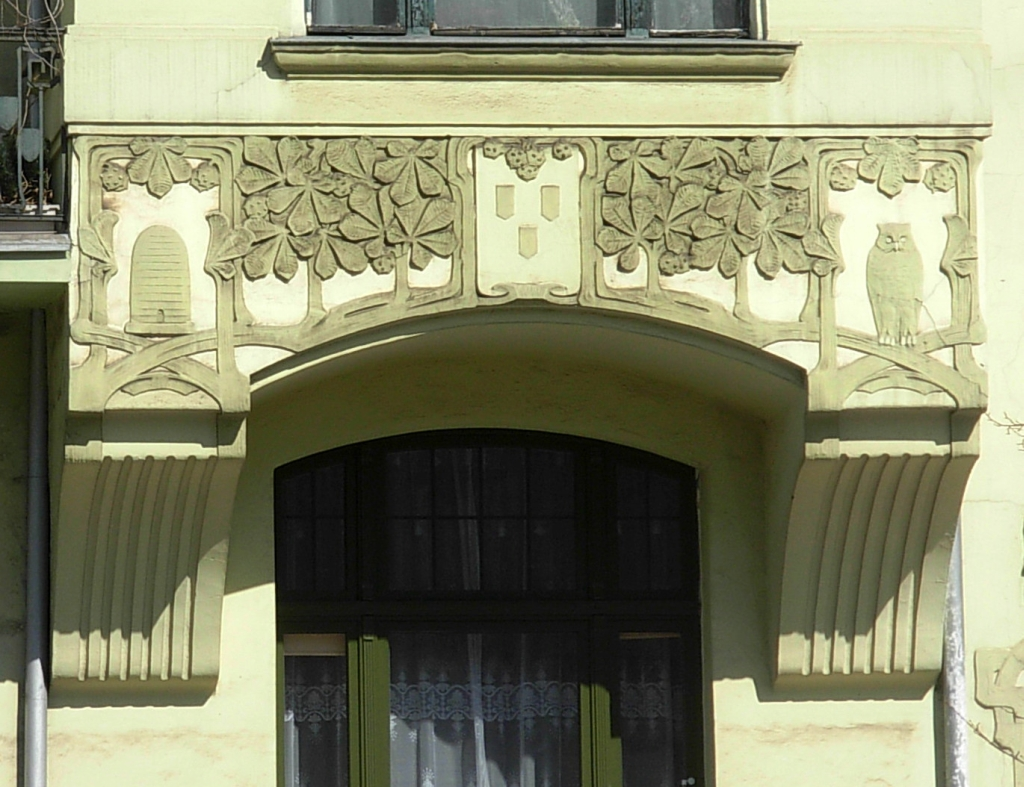
Secesyjny wystrój kamienicy nr 3
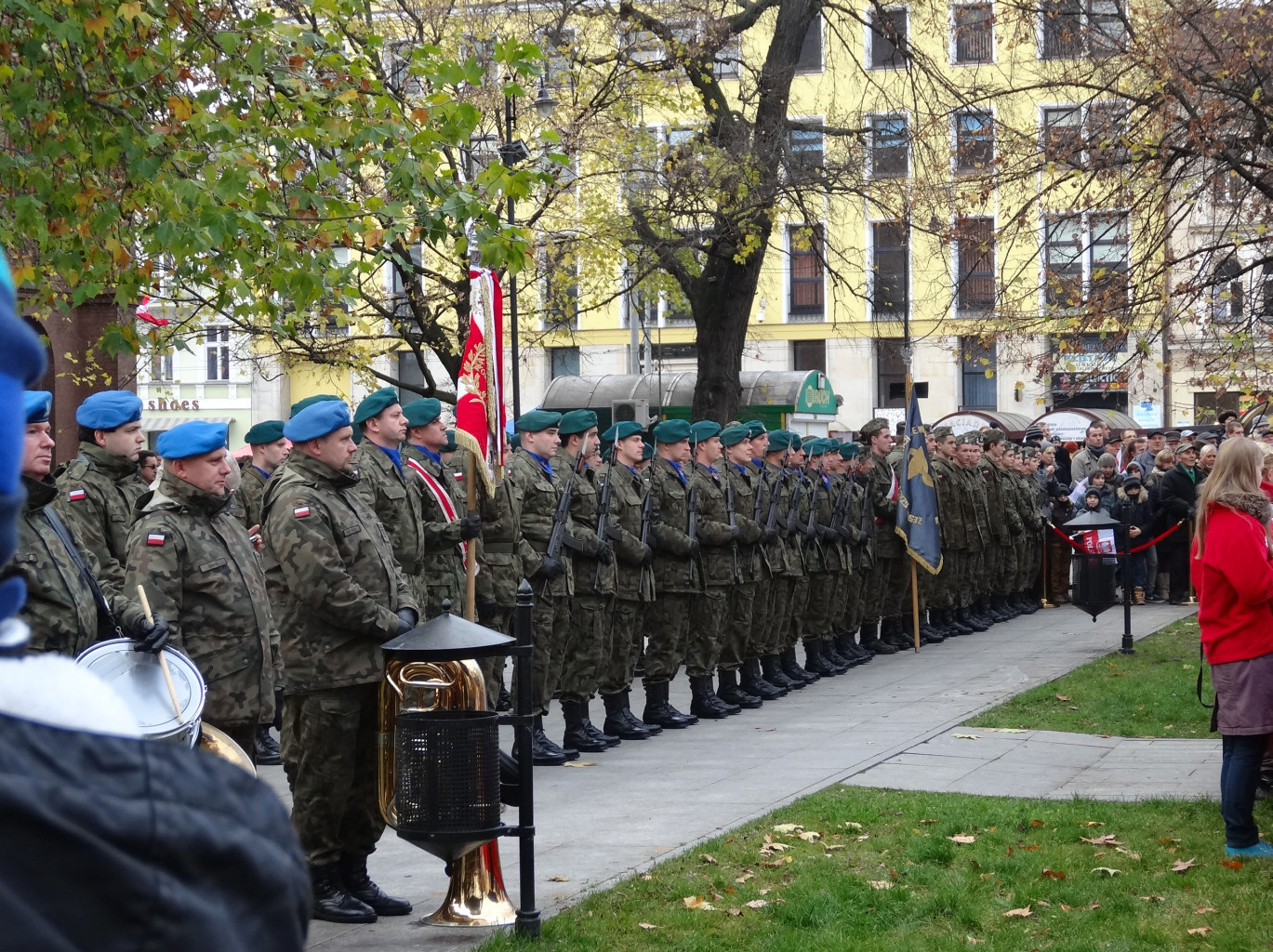
Uroczystości na pl. Wolności
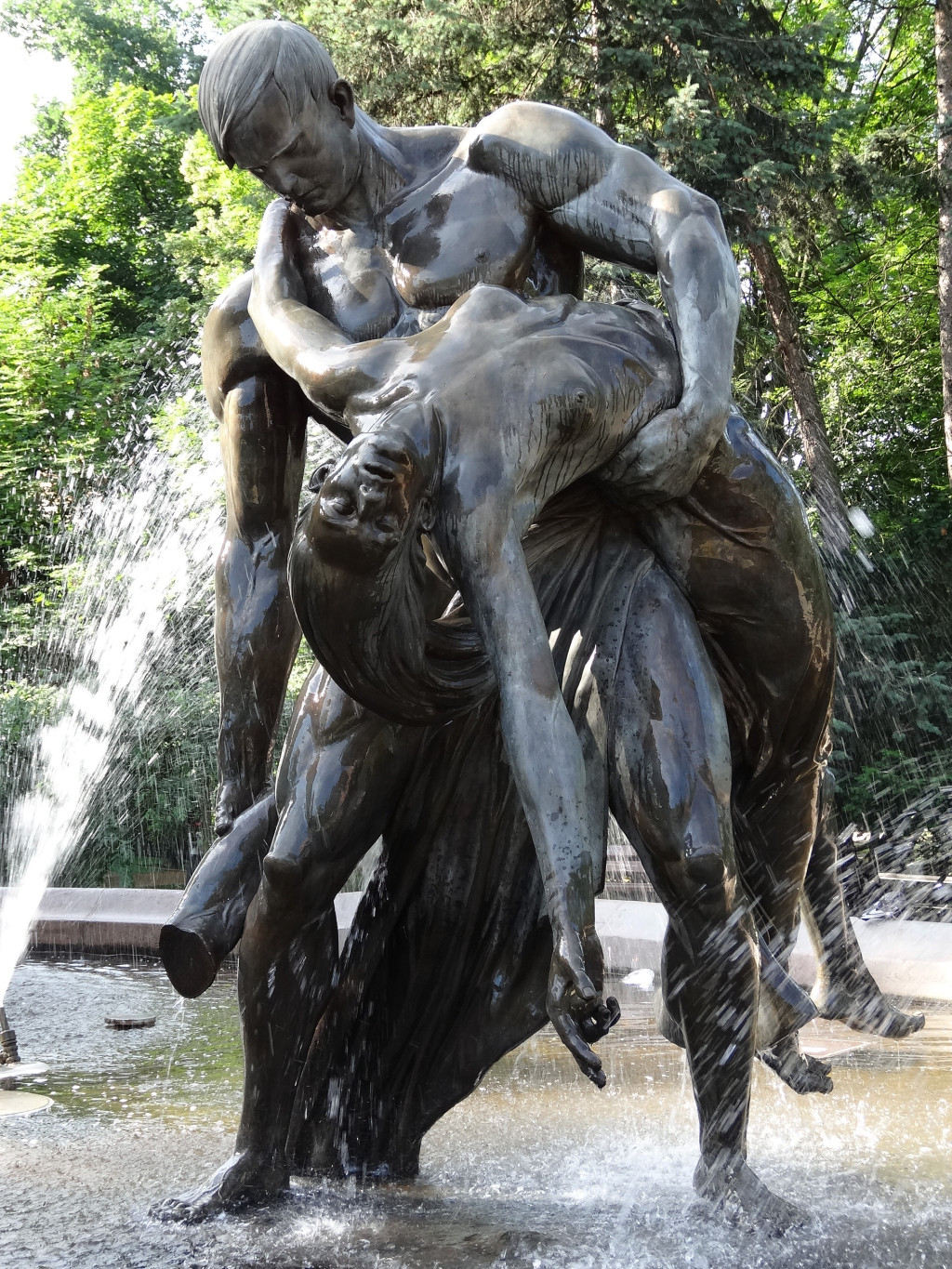
Zrekonstruowane do 2013 r. fragmenty Fontanny Potop
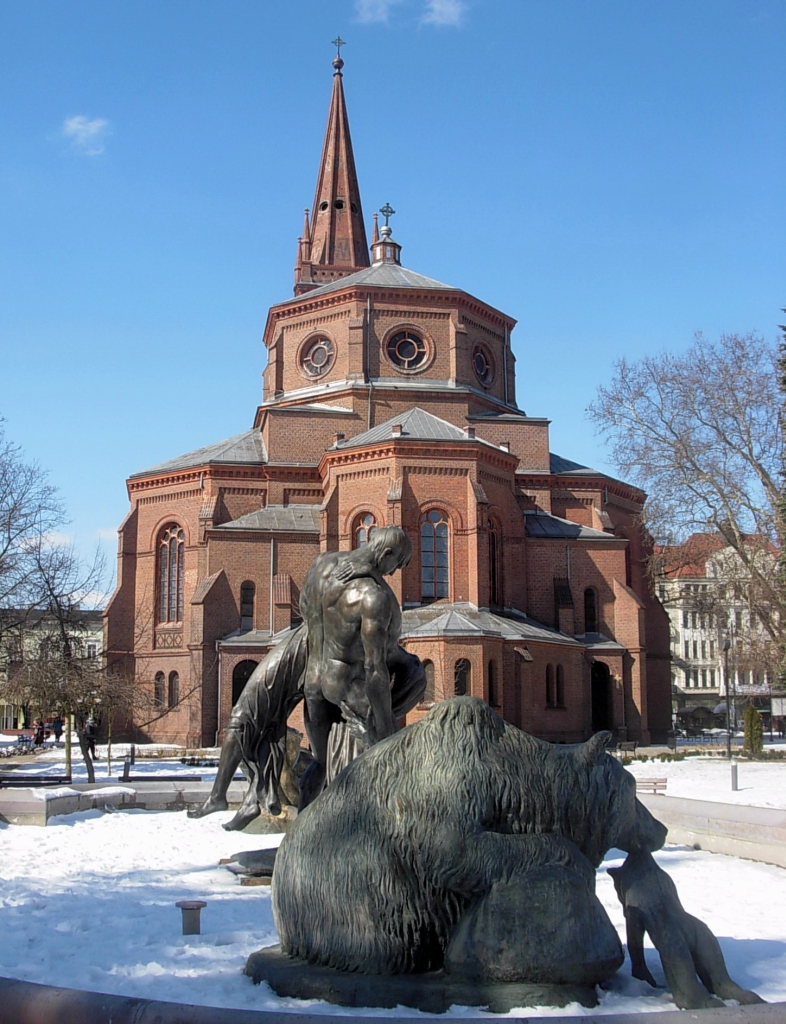
Potop na tle kościoła św. Piotra i Pawła
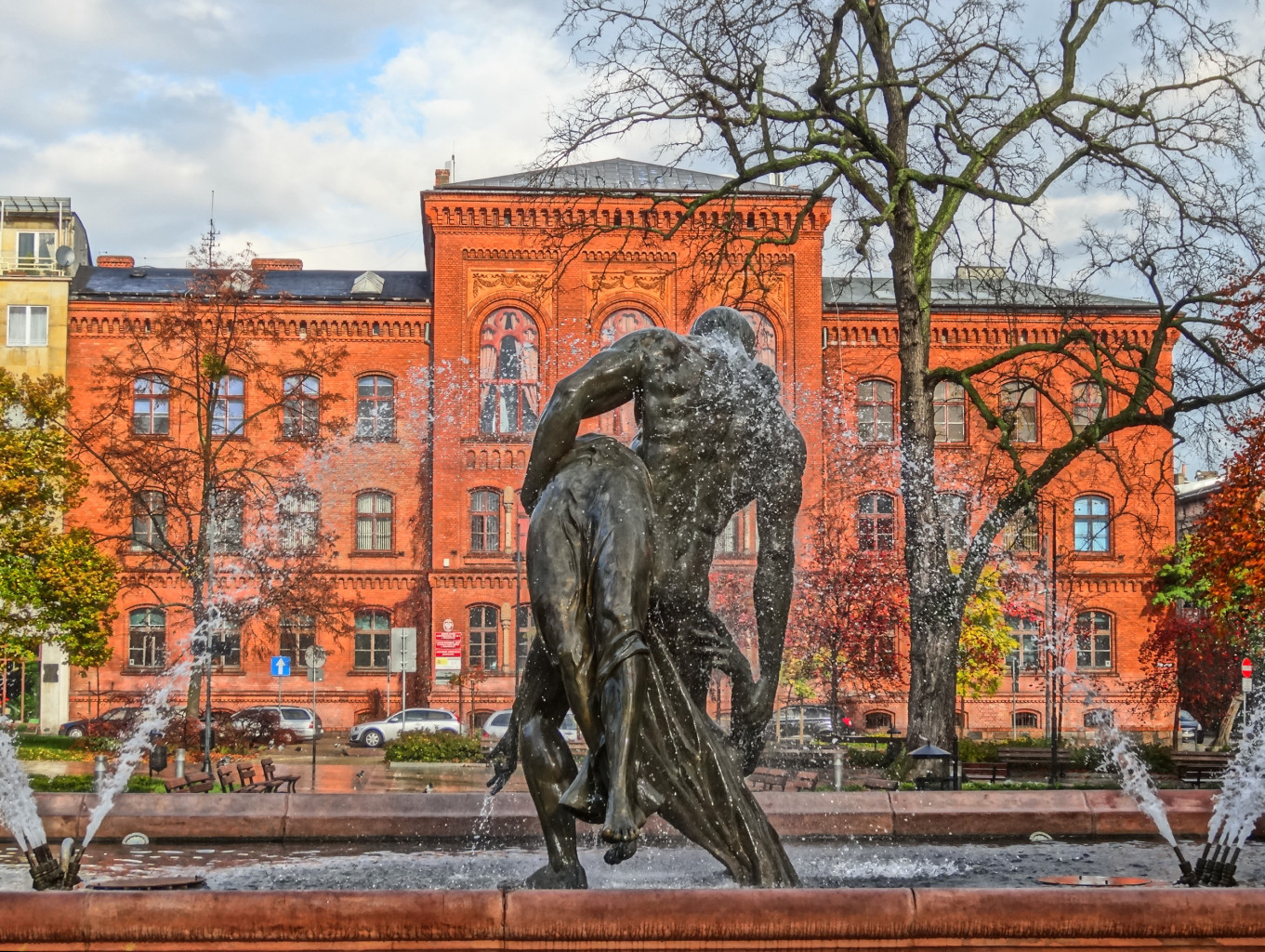
Dawne Gimnazjum Królewskie